# آبزیان

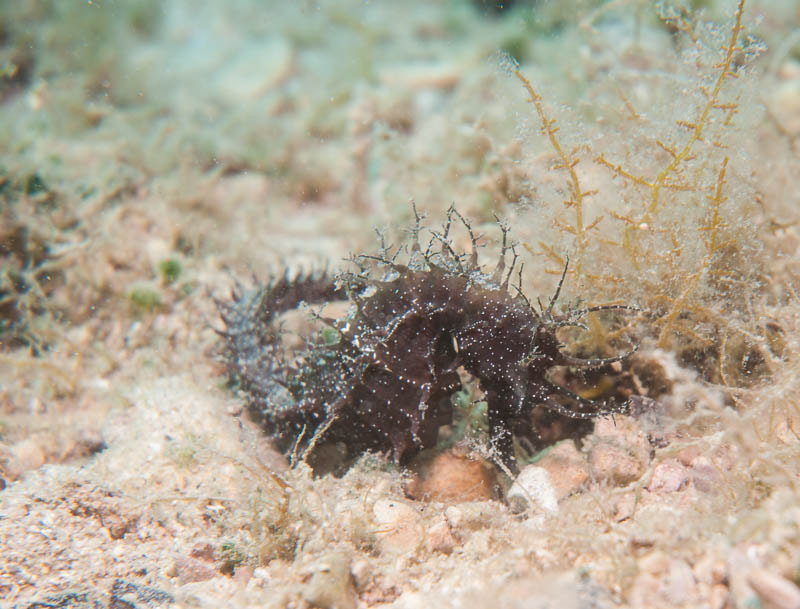
نمایی از یک نوع آبزی دریایی

آبزیان به جاندارانی، چه مهره‌دار و چه بی‌مهره، گفته می‌شود که تمام یا بخشی از عمرشان را در آب زندگی می‌کنند. جانوران آبزی ممکن است هوا تنفس کنند یا اکسیژن محلول در آب را از طریق اندام‌های تخصصی به نام آبشش یا به‌طور مستقیم از طریق پوست استخراج کنند.

## آبزیان مهم
آبزیان شناخته‌شده‌تر عبارت‌اند از:
- اره‌ماهی
- اسب دریایی
- خارپوست دریایی
- هشت‌پا
- دلفین‌ها
- سفره‌ماهی
- سمندر آبی
- شاه‌ماهی
- شیر دریایی
- عنکبوت آبی
- فک
- فیل دریایی
- قزل‌آلا
- گاو دریایی
- ماهی
- فرشته‌ماهیان
- جراح‌ماهیان
- دلقک‌ماهی
- مارماهی
- ماهی آبنوس
- ماهی آزاد
- ماهی دهان پرورشی
- ماهی سفید
- ماهی دیسکس
- ماهی گورخر ماهی
- ماهی گوپی
- ماهیان خاویاری
- سس‌ماهی‌ها
- ماهی پلاتی
- ماهی مولی
- ماهی دم‌شمشیری
- ماهی دندان‌نیش
- ماهی سیم
- ماهی دریایی استوکس
- طوطی‌ماهیان
- ماهی کپور
- ماهی شیر
- ماهی حلوا
- ماهی سفید
- ماهی قرمز
- نوک‌اردکی
- نهنگ
- نهنگ آبی
- نهنگ ابریشم
- نهنگ پیلوت
- نهنگ خاکستری
- نهنگ رایت
- نهنگ سفید
- نهنگ عنبر
- نهنگ قاتل
- نهنگ قطبی
- نهنگ گوژپشت
- نهنگ بزرگ‌باله کوچک
- نهنگ کبود
- نهنگ آبی
- کوسه
- کوسه ببری
- کوسه‌نهنگ
- کوسه سفید بزرگ
- کوسه سرچکشی
- کوسه سفید
- کوسه چین‌دار
- گاوکوسه
- اره‌کوسه
- کوسه بادکنکی
- کوسه سرگاوی
- کوسه‌های تیزبینی
- کوسه‌های خواب‌آلود
- کوسه‌های کوتاه‌دم
- کوسه‌های پرستار
- کوسه‌های بادبادک‌باله
- کوسه‌های تازی
- کوسه‌های راسویی
- کوسه آبی
- مرجان دریایی
- شقایق دریایی
- علف دریایی
- خز دریایی
- جلبک‌های دریایی
- ستاره دریایی
- میگو
- شاه‌میگو
- گراز دریایی
- خوک‌ماهیان
- گرازماهیان
- گوسفند دریایی
- عروس دریایی
- خرچنگ دریایی
- اسفنج دریایی